# Juan Antonio García de Palacios
Juan Antonio García de Palacios (1622–1682) foi um prelado católico romano que serviu como bispo de Santiago de Cuba (1677–1682).

## Biografia
Juan Antonio García de Palacios nasceu em 1622 no México. No dia 13 de setembro de 1677, foi nomeado durante o papado do Papa Inocêncio XI como Bispo de Santiago de Cuba. A 20 de novembro de 1678, foi consagrado bispo por Manuel Fernández de Santa Cruz y Sahagún, bispo de Tlaxcala, com a assistência do padre Francisco de Aguiar y Seijas y Ulloa. Serviu como Bispo de Santiago de Cuba até à sua morte no dia 1 de junho de 1682. Enquanto bispo, foi o principal co-sagrante de Francisco de Aguiar y Seijas y Ulloa, Bispo de Michoacán (1678).